# 川中香緒里
川中香緒里（1991年8月3日—）是一名出生於日本東伯郡琴浦町的女子射箭運動員。畢業於近畿大學經營学部。
她曾經擔任過2014年亞洲運動會開幕式進場時日本代表團的旗手。

## 外部連結
- JOC選手個人データ - 川中香緒里 （页面存档备份，存于） （日語）